# Case 39
Case 39 (bra Caso 39) é um filme américo-canadense dos gêneros terror psicológico e suspense lançado no ano de 2009 e dirigido por Christian Alvart. É estrelado por Renée Zellweger e Jodelle Ferland, contando também com as participações de Ian McShane, Bradley Cooper, Callum Keith Rennie e Kerry O'Malley.

## Enredo
Emily Jenkins é uma assistente social que vive em Óregon e que é designada a investigar a família da pequena Lillith Sullivan, de 10 anos, uma vez que suas notas na escola caíram e discussões familiares se tornaram recorrentes. Emily suspeita que os pais da menina têm abusado de Lillith pelo modo de como o casal age. A suspeita de Emily é confirmada quando os pais de Lillith tentam matar a própria garota colocando-a dentro do forno da cozinha da casa deles, mas Emily aparece e salva Lillith com a ajuda do detetive Mike Barron. Após isso, Lillith é enviada primeiramente para uma casa de adoção, mas a singela criança implora a Emily para ficar com ela. Com o acordo do conselho, Emily é autorizada a cuidar de Lillith enquanto uma família adotiva não aparece. Nesse meio tempo, os pais de Lillith, Edward e Margaret, são colocados em uma instituição mental pela tentativa de homicídio contra a menina.
Não muito tempo depois de Lillith se mudar, coisas estranhas começam a acontecer em torno de Emily. Duas semanas depois, em um dos outros casos em que Emily trabalha, um garoto chamado Diego repentinamente mata seus pais com um pé de cabra; Barron informa a Emily que alguém ligou para Diego de sua casa na noite anterior ao crime. Passando a ter suspeita de envolvimento no incidente, Lillith passa por uma avaliação psiquiátrica pelo melhor amigo de Emily, Douglas "Doug" J. Ames. Durante a sessão, no entanto, Lillith passa a perguntar a Douglas quais são seus medos e sutilmente ameaça-o. Naquela noite, depois de receber um telefonema estranho, Douglas encontra-se em pânico por conta de um enxame de vespas começar a sair de seu próprio corpo; a histeria e o desespero faz com que o homem se mate dentro do banheiro.
Emily gradualmente fica com medo de Lillith, então ela se dirige ao hospital psiquiátrico em busca de respostas dos pais de Lillith. O pai da garota, Edward, diz a ela que, longe de ser verdadeiramente humana, Lillith é na verdade um súcubo que se alimenta de emoção e que eles tentaram matá-la em uma tentativa de se salvar. O pai de Lillith diz a Emily que a única maneira de matar Lillith é fazê-la dormir. Logo depois que Emily deixa o local, a mãe de Lillith, Margaret, começa a se alucinar pensando estar em chamas, enquanto que Edward acidentalmente toma uma facada no olho depois de atacar um colega preso após tê-lo ouvido com a voz de Lillith. Barron, desacreditando nas histórias de Emily, inicialmente acha que Emily deve procurar ajuda psiquiátrica, mas depois se convence quando ele recebe um estranho telefonema em sua casa de Lillith. Ele concorda em ajudar Emily a matar a menina. No entanto, ele fatalmente atira em sua própria cabeça com sua espingarda após Lilith fazê-lo imaginar ser atacado por cães.
Depois de perceber que seus colegas mais próximos foram mortos pelas atividades assombrosas de Lilith e que as pessoas de seus casos na assistência social são as próximas vítimas, Emily serve um chá para Lillith com sedativos. Enquanto Lillith está dormindo, Emily ateia fogo em sua própria casa, na esperança de se livrar dela; no entanto, a garota escapa ilesa do incêndio. Um policial se oferece para escoltar Emily e Lillith para um lugar temporário para dormirem. Ao seguir as viaturas da polícia, Emily toma um caminho diferente repentinamente e começa a dirigir seu carro em alta velocidade, na esperança de trazer medo para Lillith. Em vez disso, Lillith faz com que Emily reviva a lembrança de seu acidente de infância que vitimou sua mãe enquanto dirigia rápido durante uma tempestade; Emily luta contra seu próprio medo em meio aos poderes de Lillith; ao se deparar com um caminhão derrapando em sua direção, Emily convence a si mesma de que o enorme veículo não é real e consegue passar ilesa por ele. Os poderes de Lillith já não surtem mais efeitos em Emily, uma vez que Emily foi capaz de lutar contra seu próprio medo.
Emily, então, dirige o carro em direção a um píer e o atira contra a água. Enquanto o carro afunda, Emily se esforça para impedir Lillith (agora em sua verdadeira forma demoníaca) de escapar do veículo, colocando-a no porta-malas; Emily então tenta nadar até a superfície, mas o demônio agarra o pé de Emily para impedi-la de nadar para cima, mas depois de alguns segundos de luta, Emily se liberta e emerge da água sã e salva enquanto Lillith afunda em seu carro até a morte; Emily se recupera à beira do píer vendo as borbulhas da água vindo do fundo enquanto sirenes da polícia e dos bombeiros são ouvidas ao longe.

## Elenco
- Renée Zellweger como Emily Jenkins
- Jodelle Ferland como Lillith Sullivan
- Ian McShane como Detetive Mike Barron
- Bradley Cooper como Dr. Douglas "Doug" J. Ames
- Callum Keith Rennie como Edward Sullivan
- Kerry O'Malley como Margaret Sullivan
- Adrian Lester como Wayne
- Georgia Craig como Denise
- Cynthia Stevenson como Nancy
- Alexander Conti como Diego

## Produção

### Atrasos e ocorrências
No dia 31 de outubro de 2006, um incêndio começou no set do filme em Vancouver durante uma das cenas envolvendo fogo. Ninguém do elenco estava no set na hora do acidente e ninguém ficou gravemente ferido, embora os cenários e o estúdio tenham sido destruídos. O filme foi filmado em Vancouver no final de 2006 e foi lançado primeiramente na Nova Zelândia em 13 de agosto de 2009; a estreia nos Estados Unidos estava programada para ocorrer em agosto de 2008, mas acabou sendo adiada por duas vezes até finalmente ser lançado em 1º de outubro de 2010.

### Final alternativo
O DVD do filme contém dentro de seus bônus o final alternativo rodado para o filme. Nele, Emily arrebenta o portão do píer com o carro em alta velocidade e o joga na água, assim como na versão teatral; o carro afunda e chega até o fundo completamente cheio de água ficando submerso. De repente, um homem nada até o carro, abre a porta do passageiro e leva Lillith até a superfície, deixando Emily para trás. Emily tenta, sem sucesso, abrir a porta do carro e perde a consciência; o homem reaparece e também a salva. Enquanto uma ambulância leva Emily embora, uma transmissão de notícias na TV detalha o evento e Margaret Sullivan é vista assistindo o caso no hospital psiquiátrico. Na cena final, Emily aparece algemada na prisão, implorando freneticamente ao seu advogado para lhe dizer onde está Lillith, enquanto Lillith é vista com sua nova família adotiva chegando em sua casa nova.

## Recepção

### Comercial
Caso 39 foi lançado nos cinemas da Nova Zelândia em 13 de agosto de 2009 e em seu fim de semana de abertura ficou em 12º lugar arrecadando trita e cinco mil e cinquenta e seis dólares neozelandeses. Com uma média de NZ$ 1.845 nas 19 salas de cinema em que foi lançado, o filme não conseguiu emplacar comercialmente. O filme estreou num circuito amplo na Austrália, sendo exibido em 85 cinemas. O filme ficou na posição #12 em seu fim de semana de abertura, com uma média de dois mil e setenta e sete dólares australianos por sala de cinema, Case 39 arrecadou um total bruto de AU$ 176.526. Comentários populares extremamente negativos no país contribuíram com o fiasco do filme na Austrália, causando uma redução de 70% de lucro em seu segundo fim de semana; quando saiu de cartaz, o filme arrecadou um total de AU$ 332.956. O filme arrecadou um total de US$ 14.926.149 internacionalmente.
Em seu fim de semana de estreia nos Estados Unidos o filme estreou em 7º lugar arrecadando cerca de US$ 5.350.000 em 2.211 cinemas, com uma média de US$ 2.420 por sala.

### Crítica
Case 39 recebeu diversas críticas negativas. No site agregador Rotten Tomatoes o filme tem uma classificação de 21%, com base em 75 comentários, com o consenso afirmando: "O diretor Christian Alvert tem um certo estilo, mas ele é desperdiçado no enredo sem graça e sem originalidade de Case 39". No Metacritic o filme tem uma pontuação de 25/100, com base em 15 críticas, indicando "avaliações geralmente desfavoráveis".
Margaret Pomeranz do programa de TV australiano At the Movies deu ao filme uma de cinco estrelas, chamando-o de "um dos filmes menos assustadores e mais idiotas que já viu em muito tempo".